# 坂上村 (群馬県)
坂上村（さかうえむら）は、群馬県の北西部、吾妻郡に属していた村。

## 地理
- 山岳：浅間隠山、掃部岳
- 河川：温川、今川、見城川

## 歴史
- 1889年（明治22年）4月1日 - 町村制施行により、本宿村、大戸村、萩生村、大柏木村、須賀尾村が合併し吾妻郡坂上村が成立する。
- 1930年（昭和5年）8月1日 - 台風による暴風雨。土砂災害（山津波）により3人が死亡、20人が重軽傷。9戸（20棟）が土砂に埋まる被害[1]。
- 1955年（昭和30年）3月1日 - 原町、太田村、岩島村と合併し、改めて原町が発足。同日坂上村廃止。